# Unbibium
Unbibium ist ein derzeit hypothetisches chemisches Element mit der Ordnungszahl 122.
Im Periodensystem steht es zwischen dem 121Unbiunium und dem 123Unbitrium.
Sein Name ist vorläufig und bezeichnet die drei Ziffern der Ordnungszahl. Es besitzt möglicherweise als zweites Element des Periodensystems ein g-Orbital, wodurch die 5. Schale mit zwei zusätzlichen Elektronen aufgefüllt würde. Da keine natürlichen Isotope existieren, könnte es allenfalls auf künstliche Weise durch Kernfusion erzeugt werden.
Im erweiterten Periodensystem gehört es damit zu den Transactinoiden (im „normalen“ Periodensystem ist es nicht dargestellt).

## Chemische Eigenschaften
Für das Element 122 wird nicht erwartet, dass Atome lange genug existieren, um eine Elektronenkonfiguration um den Kern zu bilden oder dass sogar chemische Bindungen entstehen. Chemische Eigenschaften sind also nicht definierbar.